# In Dulci Jubilo (skladba, Mike Oldfield)
„In Dulci Jubilo“ je instrumentální skladba britského multiinstrumentalisty Mika Oldfielda. Byla vydána na konci roku 1975 jako jeho třetí singl, který v britské hudební hitparádě dosáhl 4. místa.
Skladba „In Dulci Jubilo“ se odlišuje od verze, která byla pod názvem „In Dulci Jubilo (for Maureen)“ vydána na předchozím singlu „Don Alfonso“. V obou případech se však jedná přearanžovanou tradiční německou vánoční koledu „In dulci jubilo“. Písnička „On Horesback“ na B straně singlu pochází z Oldfieldova alba Ommadawn, kde tvoří závěr druhé části.
V roce 1993 byla vydána reedice singlu na CD pod názvem „In Dulci Jubilo – The Mike Oldfield Christmas EP“ s odlišnými skladbami a jiným přebalem.

## Seznam skladeb
1. „In Dulci Jubilo“ (Pearsall, úprava Oldfield) – 2:49
2. „On Horseback“ (Oldfield/Oldfield, Murray) – 3:25

Reedice z roku 1993
1. „In Dulci Jubilo“ (Pearsall, úprava Oldfield) – 2:49
2. „Wonderful Land“ (Lordan) – 2:48
3. „Portsmouth“ (lidová, úprava Oldfield) – 2:01
4. „Vivaldi Concerto in C“ (Vivaldi, úprava Oldfield) – 3:52